# Генрі Прідгам-Вайпелль
Генрі Даніель Прідгам-Вайпелль (англ. Henry Daniel Pridham-Wippell; нар. 12 серпня 1885, Лондон — пом. 2 квітня 1952, Діл, Кент) — британський воєначальник, адмірал флоту Королівського військово-морського флоту Великої Британії, учасник Першої та Другої світових воєн. Народився в Лондоні. 1900 року поступив на службу до Королівського флоту. Під час Першої світової війни служив на кораблях Великого флоту, бився в Галліполійській кампанії. Під час Другої світової війни був командиром 1-ї бойової ескадри в Середземному морі, брав участь у битві в протоці Отранто, у битві біля мису Матапан. З 1942 року командував силами флоту в Дуврі. Після війни — силами флоту у Плімуті.

## Біографія
Генрі Даніель Прідгам-Вайпелль народився 12 серпня 1885 року в Лондоні. Освіту отримав у Лаймсі, коледжі у Гринвічі та в Королівському військово-морському коледжі у Дартмуті. 1900 року поступив на службу до Королівського флоту. Під час Першої світової війни служив на кораблях Великого флоту. У 1915 році він очолив міноносці, що билися в Галліполійській кампанії. З 1916 року служив у складі сил на Адріатичному та Палестинському узбережжі.
Військова кар'єра
- 1900 — кадет ВМС
- 1 квітня 1909 — лейтенант
- 1 квітня 1915 — лейтенант-командер
- 30 червня 1919 — командер
- 31 грудня 1926 — капітан
- 11 січня 1938 — контрадмірал
- 3 січня 1941 — віцеадмірал
- 30 червня 1944 — адмірал

У 1928 році Прідгам-Вайпелль став капітаном крейсера «Ентерпрайз», а в 1932 році — командиром 6-ї флотилії міноносців Домашнього Флоту. Він стежив за новинами про ранній сіоністський рух і «тепло й з ентузіазмом» висловлювався про ідею про те, щоб єврейський народ нарешті мав власну країну, де вони не будуть «піддаватися переслідуванням». Він заявив, що «сьогодні євреїв у східній половині Європи більше, ніж ірландців в Ірландії чи греків у Греції, і в більшості цих місць з ними поводяться дуже несправедливо». Прідгам-Вайпелль вважав, що має сенс, щоб вони мали «власне місце», і він підтримував цілі сіоністського руху створити батьківщину для єврейського народу на тому, що він називав «Святою Землею». За словами друзів, він був «глибоко схвильований», коли прочитав про стрілянину в Тулькармі в 1936 році, а потім знову був дещо приголомшений наступними новинами про заворушення в Яффо пізніше того ж року. Незабаром після цього він дізнався, що його друг дитинства, який був солдатом британської армії, був поранений у битві при Анабті. Він шоковано відреагував на новини про різанину в Хевроні 1929 року, і його друзі зрозуміли, що інформація про це глибоко травмувало його.
У 1932 році він опинився посеред кризи, коли вів ескадру есмінців у Вільне місто Данциг (сучасний Гданськ, Польща) і зіткнувся з вибором, визнати чи ні польський есмінець «Віхер», який увійшов у Данцизьку гавань без дозволу сенату Данцига. Звернувшись за порадою до британського консула в Данцігу, 15 червня 1932 року Прідгам-Вайпелль обмінявся візитами з капітаном-лейтенантом Тадеушем Моргенштерном-Поджаздом з «Віхера». У 1933 році офіцер став директором відділу операцій Адміралтейства, а в 1936 році командував флотилією есмінців Домашнього флоту. У 1938 році він став директором департаменту персоналу Адміралтейства.
Під час Другої світової війни, з липня 1940 року, Генрі Прідгам-Вайпелль був командиром 1-ї бойової ескадри в Середземному морі. Він був найвищим британським офіцером і офіцером союзників у битві в протоці Отранто в 1940 році. В березні 1941 року він був посвячений у лицарі за участь у битві біля мису Матапан у Середземному морі. У листопаді 1941 року пережив затоплення британського лінкора «Барем», що був торпедований німецьким підводним човном U-331 поблизу Соллума. У 1942 році призначений командувачем силами флоту в Дуврі.
Після війни Прідгам-Вайпелль командував силами флоту у Плімуті. У 1948 році він вийшов на пенсію. У грудні 1949 року він поїхав до Кенії, де прожив приблизно два роки. В основному він жив на ранчо недалеко від Кітуї в тому, що згодом стало округом Кітуї, а також проводив багато часу з друзями біля озера Барінго.
2 квітня 1952 року адмірал Генрі Прідгам-Вайпелль помер.